# 363

## Починали
- 26 юни – Юлиан, римски император
- 26 юни – Юлиан Апостат, римски император